# Líderes en estadísticas de la NBA
Cada año, la National Basketball Association (Asociación Nacional de Baloncesto) o (NBA) otorga varios títulos a cinco líderes en estadísticas del baloncesto categorías-puntos, rebotes, asistencias, robos, e intentos taponados o bloqueados. Tanto el título de anotación y el título de asistencias fueron reconocidos en la temporada 1946-47, cuando la liga jugó su primera temporada. El título de rebotes fue reconocido en la temporada 1950-51. Tanto el título de robos y el título de tapones fueron reconocidos en la temporada 1973-74.

## Clave
|             |                              | Jugador activo en la NBA                                               |                                                                        |                                                                        |                                                                        |                                                                        |
|             |                              | Jugador miembro del Basketball Hall of Fame                            |                                                                        |                                                                        |                                                                        |                                                                        |
| Jugador (#) | Jugador (#)                  | Indica el número de veces que el jugador ha sido líder de la categoría | Indica el número de veces que el jugador ha sido líder de la categoría | Indica el número de veces que el jugador ha sido líder de la categoría | Indica el número de veces que el jugador ha sido líder de la categoría | Indica el número de veces que el jugador ha sido líder de la categoría |
| %TC         | Porcentaje de Tiros de campo | Porcentaje de Tiros de campo                                           | %3P                                                                    | Porcentaje de tiros de 3                                               | %TL                                                                    | Porcentaje de Tiros libres                                             |

## Líderes en estadísticas
| Temporada | Anotación               | Rebotes               | Asistencias            | Robos                      | Tapones                 | %TC                   | %3P              | %TL                    |
| --------- | ----------------------- | --------------------- | ---------------------- | -------------------------- | ----------------------- | --------------------- | ---------------- | ---------------------- |
| 1946-47   | Joe Fulks               | —                     | Ernie Calverley        | —                          | —                       | Bob Feerick           | —                | Fred Scolari           |
| 1947-48   | Max Zaslofsky           | —                     | Ernie Calverley (2)    | —                          | —                       | Buddy Jeannette       | —                | Bob Feerick            |
| 1948-49   | George Mikan            | —                     | Bob Davies             | —                          | —                       | Arnie Risen           | —                | Bob Feerick (2)        |
| 1949-50   | George Mikan (2)        | —                     | Andy Phillip           | —                          | —                       | Alex Groza            | —                | Max Zaslofsky          |
| 1950-51   | George Mikan (3)        | Dolph Schayes         | Andy Phillip (2)       | —                          | —                       | Alex Groza (2)        | —                | Joe Fulks              |
| 1951-52   | Paul Arizin             | Larry Foust           | Andy Phillip (3)       | —                          | —                       | Paul Arizin           | —                | Bobby Wanzer           |
| 1951-52   | Paul Arizin             | Mel Hutchins          | Andy Phillip (3)       | —                          | —                       | Paul Arizin           | —                | Bobby Wanzer           |
| 1952-53   | Neil Johnston           | George Mikan          | Bob Cousy              | —                          | —                       | Ed Macauley           | —                | Bill Sharman           |
| 1952-53   | Neil Johnston           | George Mikan          | Bob Cousy              | —                          | —                       | Neil Johnston         | —                | Bill Sharman           |
| 1953-54   | Neil Johnston (2)       | Harry Gallatin        | Bob Cousy (2)          | —                          | —                       | Ed Macauley (2)       | —                | Bill Sharman (2)       |
| 1954-55   | Neil Johnston (3)       | Neil Johnston         | Bob Cousy (3)          | —                          | —                       | Larry Foust           | —                | Bill Sharman (3)       |
| 1955-56   | Bob Pettit              | Bob Pettit            | Bob Cousy (4)          | —                          | —                       | Neil Johnston (2)     | —                | Bill Sharman (4)       |
| 1956-57   | Paul Arizin (2)         | Maurice Stokes        | Bob Cousy (5)          | —                          | —                       | Neil Johnston (3)     | —                | Bill Sharman (5)       |
| 1957-58   | George Yardley          | Bill Russell (1)      | Bob Cousy (6)          | —                          | —                       | Jack Twyman           | —                | Dolph Schayes          |
| 1958-59   | Bob Pettit (2)          | Bill Russell (2)      | Bob Cousy (7)          | —                          | —                       | Ken Sears             | —                | Bill Sharman (6)       |
| 1959-60   | Wilt Chamberlain        | Wilt Chamberlain      | Bob Cousy (8)          | —                          | —                       | Ken Sears (2)         | —                | Dolph Schayes (2)      |
| 1960-61   | Wilt Chamberlain (2)    | Wilt Chamberlain (2)  | Oscar Robertson        | —                          | —                       | Wilt Chamberlain      | —                | Bill Sharman (7)       |
| 1961-62   | Wilt Chamberlain (3)    | Wilt Chamberlain (3)  | Oscar Robertson (2)    | —                          | —                       | Walt Bellamy          | —                | Dolph Schayes (3)      |
| 1962-63   | Wilt Chamberlain (4)    | Wilt Chamberlain (4)  | Guy Rodgers            | —                          | —                       | Wilt Chamberlain (2)  | —                | Larry Costello         |
| 1963-64   | Wilt Chamberlain (5)    | Bill Russell (3)      | Oscar Robertson (3)    | —                          | —                       | Jerry Lucas           | —                | Oscar Robertson        |
| 1964-65   | Wilt Chamberlain (6)    | Bill Russell (4)      | Oscar Robertson (4)    | —                          | —                       | Wilt Chamberlain (3)  | —                | Larry Costello (2)     |
| 1965-66   | Wilt Chamberlain (7)    | Wilt Chamberlain (5)  | Oscar Robertson (5)    | —                          | —                       | Wilt Chamberlain (4)  | —                | Larry Siegfried        |
| 1966-67   | Rick Barry              | Wilt Chamberlain (6)  | Guy Rodgers (2)        | —                          | —                       | Wilt Chamberlain (5)  | —                | Adrian Smith           |
| 1967-68   | Dave Bing               | Wilt Chamberlain (7)  | Oscar Robertson (6)    | —                          | —                       | Wilt Chamberlain (6)  | —                | Oscar Robertson (2)    |
| 1968-69   | Elvin Hayes             | Wilt Chamberlain (8)  | Oscar Robertson (7)    | —                          | —                       | Wilt Chamberlain (7)  | —                | Larry Siegfried (2)    |
| 1969-70   | Jerry West              | Elvin Hayes           | Lenny Wilkens          | —                          | —                       | Johnny Green          | —                | Flynn Robinson         |
| 1970-71   | Lew Alcindor            | Wilt Chamberlain (9)  | Norm Van Lier          | —                          | —                       | Johnny Green (2)      | —                | Chet Walker            |
| 1971-72   | Kareem Abdul-Jabbar (2) | Wilt Chamberlain (10) | Jerry West             | —                          | —                       | Wilt Chamberlain (8)  | —                | Jack Marin             |
| 1972-73   | Nate Archibald          | Wilt Chamberlain (11) | Nate Archibald         | —                          | —                       | Wilt Chamberlain (9)  | —                | Rick Barry             |
| 1973-74   | Bob McAdoo              | Elvin Hayes (2)       | Ernie DiGregorio       | Larry Steele               | Elmore Smith            | Bob McAdoo            | —                | Ernie DiGregorio       |
| 1974-75   | Bob McAdoo (2)          | Wes Unseld            | Kevin Porter           | Rick Barry                 | Kareem Abdul-Jabbar     | Don Nelson            | —                | Rick Barry (2)         |
| 1975-76   | Bob McAdoo (3)          | Kareem Abdul-Jabbar   | Slick Watts            | Slick Watts                | Kareem Abdul-Jabbar (2) | John Shumate          | —                | Rick Barry (3)         |
| 1975-76   | Bob McAdoo (3)          | Kareem Abdul-Jabbar   | Slick Watts            | Slick Watts                | Kareem Abdul-Jabbar (2) | Wes Unseld            | —                | Rick Barry (3)         |
| 1976-77   | Pete Maravich           | Bill Walton           | Don Buse               | Don Buse                   | Bill Walton             | Kareem Abdul-Jabbar   | —                | Ernie DiGregorio (2)   |
| 1977-78   | George Gervin           | Truck Robinson        | Kevin Porter (2)       | Ron Lee                    | George Johnson          | Bobby Jones           | —                | Rick Barry (4)         |
| 1978-79   | George Gervin (2)       | Moses Malone          | Kevin Porter (3)       | M. L. Carr                 | Kareem Abdul-Jabbar (3) | Cedric Maxwell        | —                | Rick Barry (5)         |
| 1979-80   | George Gervin (3)       | Swen Nater            | Micheal Ray Richardson | Micheal Ray Richardson     | Kareem Abdul-Jabbar (4) | Cedric Maxwell (2)    | Fred Brown       | Rick Barry (6)         |
| 1980-81   | Adrian Dantley          | Moses Malone (2)      | Kevin Porter (4)       | Magic Johnson              | George Johnson (2)      | Artis Gilmore         | Brian Taylor     | Calvin Murphy          |
| 1981-82   | George Gervin (4)       | Moses Malone (3)      | Johnny Moore           | Magic Johnson (2)          | George Johnson (3)      | Artis Gilmore (2)     | Campy Russell    | Kyle Macy              |
| 1982-83   | Alex English            | Moses Malone (4)      | Magic Johnson          | Micheal Ray Richardson (2) | Tree Rollins            | Artis Gilmore (3)     | Mike Dunleavy    | Calvin Murphy (2)      |
| 1983-84   | Adrian Dantley (2)      | Moses Malone (5)      | Magic Johnson (2)      | Rickey Green               | Mark Eaton              | Artis Gilmore (4)     | Darrell Griffith | Larry Bird             |
| 1984-85   | Bernard King            | Moses Malone (6)      | Isiah Thomas           | Micheal Ray Richardson (3) | Mark Eaton (2)          | James Donaldson       | Byron Scott      | Kyle Macy (2)          |
| 1985-86   | Dominique Wilkins       | Bill Laimbeer         | Magic Johnson (3)      | Alvin Robertson            | Manute Bol              | Steve Johnson         | Craig Hodges     | Larry Bird (2)         |
| 1986-87   | Michael Jordan          | Charles Barkley       | Magic Johnson (4)      | Alvin Robertson (2)        | Mark Eaton (3)          | Kevin McHale          | Kiki Vandeweghe  | Larry Bird (3)         |
| 1987-88   | Michael Jordan (2)      | Michael Cage          | John Stockton          | Michael Jordan             | Mark Eaton (4)          | Kevin McHale (2)      | Craig Hodges (2) | Jack Sikma             |
| 1988-89   | Michael Jordan (3)      | Hakeem Olajuwon       | John Stockton (2)      | John Stockton              | Manute Bol (2)          | Dennis Rodman         | Jon Sundvold     | Magic Johnson          |
| 1989-90   | Michael Jordan (4)      | Hakeem Olajuwon (2)   | John Stockton (3)      | Michael Jordan (2)         | Hakeem Olajuwon         | Mark West             | Steve Kerr       | Larry Bird (4)         |
| 1990-91   | Michael Jordan (5)      | David Robinson        | John Stockton (4)      | Alvin Robertson (3)        | Hakeem Olajuwon (2)     | Buck Williams         | Jim Les          | Reggie Miller          |
| 1991-92   | Michael Jordan (6)      | Dennis Rodman         | John Stockton (5)      | John Stockton (2)          | David Robinson          | Buck Williams (2)     | Dana Barros      | Mark Price             |
| 1992-93   | Michael Jordan (7)      | Dennis Rodman (2)     | John Stockton (6)      | Michael Jordan (3)         | Hakeem Olajuwon (3)     | Cedric Ceballos       | B. J. Armstrong  | Mark Price (2)         |
| 1993-94   | David Robinson          | Dennis Rodman (3)     | John Stockton (7)      | Nate McMillan              | Dikembe Mutombo         | Shaquille O'Neal      | Tracy Murray     | Mahmoud Abdul-Rauf     |
| 1994-95   | Shaquille O'Neal        | Dennis Rodman (4)     | John Stockton (8)      | Scottie Pippen             | Dikembe Mutombo (2)     | Chris Gatling         | Steve Kerr (2)   | Spud Webb              |
| 1995-96   | Michael Jordan (8)      | Dennis Rodman (5)     | John Stockton (9)      | Gary Payton                | Dikembe Mutombo (3)     | Gheorghe Mureşan      | Tim Legler       | Mahmoud Abdul-Rauf (2) |
| 1996-97   | Michael Jordan (9)      | Dennis Rodman (6)     | Mark Jackson           | Mookie Blaylock            | Shawn Bradley           | Gheorghe Mureşan (2)  | Glen Rice        | Mark Price (3)         |
| 1997-98   | Michael Jordan (10)     | Dennis Rodman (7)     | Rod Strickland         | Mookie Blaylock (2)        | Marcus Camby            | Shaquille O'Neal (2)  | Dale Ellis       | Chris Mullin           |
| 1998-99   | Allen Iverson           | Chris Webber          | Jason Kidd             | Kendall Gill               | Alonzo Mourning         | Shaquille O'Neal (3)  | Dell Curry       | Reggie Miller (2)      |
| 1999-00   | Shaquille O'Neal (2)    | Dikembe Mutombo       | Jason Kidd (2)         | Eddie Jones                | Alonzo Mourning (2)     | Shaquille O'Neal (4)  | Hubert Davis     | Jeff Hornacek          |
| 2000-01   | Allen Iverson (2)       | Dikembe Mutombo (2)   | Jason Kidd (3)         | Allen Iverson              | Theo Ratliff            | Shaquille O'Neal (5)  | Brent Barry      | Reggie Miller (3)      |
| 2001-02   | Allen Iverson (3)       | Ben Wallace           | Andre Miller           | Allen Iverson (2)          | Ben Wallace             | Shaquille O'Neal (6)  | Steve Smith      | Reggie Miller (4)      |
| 2002-03   | Tracy McGrady           | Ben Wallace (2)       | Jason Kidd (4)         | Allen Iverson (3)          | Theo Ratliff (2)        | Eddy Curry            | Allan Houston    | Bruce Bowen            |
| 2003-04   | Tracy McGrady (2)       | Kevin Garnett         | Jason Kidd (5)         | Baron Davis                | Theo Ratliff (3)        | Shaquille O'Neal (7)  | Anthony Peeler   | Peja Stojakovic        |
| 2004-05   | Allen Iverson (4)       | Kevin Garnett (2)     | Steve Nash             | Larry Hughes               | Andrei Kirilenko        | Shaquille O'Neal (8)  | Fred Hoiberg     | Reggie Miller (5)      |
| 2005-06   | Kobe Bryant             | Kevin Garnett (3)     | Steve Nash (2)         | Gerald Wallace             | Marcus Camby (2)        | Shaquille O'Neal (9)  | Richard Hamilton | Steve Nash             |
| 2006-07   | Kobe Bryant (2)         | Kevin Garnett (4)     | Steve Nash (3)         | Baron Davis (2)            | Marcus Camby (3)        | Mikki Moore           | Jason Kapono     | Kyle Korver            |
| 2007-08   | LeBron James            | Dwight Howard         | Chris Paul             | Chris Paul                 | Marcus Camby (4)        | Andris Biedriņš       | Jason Kapono (2) | Peja Stojakovic (2)    |
| 2008-09   | Dwyane Wade             | Dwight Howard (2)     | Chris Paul (2)         | Chris Paul (2)             | Dwight Howard           | Shaquille O'Neal (10) | Anthony Morrow   | José Calderón          |
| 2009-10   | Kevin Durant            | Dwight Howard (3)     | Steve Nash (4)         | Rajon Rondo                | Dwight Howard (2)       | Dwight Howard         | Kyle Korver      | Steve Nash (2)         |
| 2010-11   | Kevin Durant (2)        | Kevin Love            | Steve Nash (5)         | Chris Paul (3)             | Andrew Bogut            | Nenê                  | Matt Bonner      | Stephen Curry          |
| 2011-12   | Kevin Durant (3)        | Dwight Howard (4)     | Rajon Rondo            | Chris Paul (4)             | Serge Ibaka             | Tyson Chandler        | Steve Novak      | Jamal Crawford         |
| 2012-13   | Carmelo Anthony         | Dwight Howard (5)     | Rajon Rondo (2)        | Chris Paul (5)             | Serge Ibaka (2)         | DeAndre Jordan        | José Calderón    | Kevin Durant           |
| 2013-14   | Kevin Durant (4)        | DeAndre Jordan        | Chris Paul (3)         | Chris Paul (6)             | Anthony Davis           | DeAndre Jordan (2)    | Kyle Korver (2)  | Brian Roberts          |
| 2014-15   | Russell Westbrook       | DeAndre Jordan (2)    | Chris Paul (4)         | Kawhi Leonard              | Anthony Davis (2)       | DeAndre Jordan (3)    | Kyle Korver (3)  | Stephen Curry (2)      |
| 2015-16   | Stephen Curry           | Andre Drummond        | Rajon Rondo (3)        | Stephen Curry              | Hassan Whiteside        | DeAndre Jordan (4)    | J. J. Redick     | Stephen Curry (3)      |
| 2016-17   | Russell Westbrook (2)   | Hassan Whiteside      | James Harden           | Draymond Green             | Rudy Gobert             | DeAndre Jordan (5)    | Kyle Korver (4)  | C. J. McCollum         |
| 2017-18   | James Harden            | Andre Drummond (2)    | Russell Westbrook      | Victor Oladipo             | Anthony Davis (3)       | Clint Capela          | Darren Collison  | Stephen Curry (4)      |
| 2018-19   | James Harden (2)        | Andre Drummond (3)    | Russell Westbrook (2)  | Paul George                | Myles Turner            | Rudy Gobert           | Joe Harris       | Malcolm Brogdon        |
| 2019-20   | James Harden (3)        | Andre Drummond (4)    | LeBron James           | Ben Simmons                | Hassan Whiteside (2)    | Mitchell Robinson     | George Hill      | Brad Wanamaker         |
| 2020-21   | Stephen Curry (2)       | Clint Capela          | Russell Westbrook (3)  | Jimmy Butler               | Myles Turner (2)        | Rudy Gobert (2)       | Joe Harris (2)   | Chris Paul             |
| 2021-22   | Joel Embiid             | Rudy Gobert           | Chris Paul (5)         | Dejounte Murray            | Jaren Jackson Jr. (2)   | Rudy Gobert (3)       | Luke Kennard     | Jordan Poole           |
| 2022-23   | Joel Embiid (2)         | Domantas Sabonis      | James Harden (2)       | O.G. Anunoby               | Jaren Jackson Jr. (2)   | Nic Claxton           | Luke Kennard (2) | Tyler Herro            |
| 2023-24   | Luka Dončić             | Domantas Sabonis (2)  | Tyrese Haliburton      | De'Aaron Fox               | Victor Wembanyama       | Daniel Gafford        | Grayson Allen    | Klay Thompson          |
| 2024-25   | Shai Gilgeous-Alexander | Domantas Sabonis (3)  | Trae Young             | Dyson Daniels              | Victor Wembanyama (2)   | Jarrett Allen         | Seth Curry       | Stephen Curry (5)      |

## Múltiples liderazgo el mismo año
| Número | Jugador                | Estadísticas (Año)                  |
| ------ | ---------------------- | ----------------------------------- |
| 5      | Wilt Chamberlain       | Anotación–Rebotes (1960–1963, 1966) |
| 3      | Michael Jordan         | Anotación–Robos (1988, 1990, 1993)  |
| 3      | Chris Paul             | Asistencias–Robos (2008–2009, 2014) |
| 2      | Dwight Howard          | Rebotes–Tapones (2009–2010)         |
| 2      | Allen Iverson          | Anotación–Robos (2001–2002)         |
| 2      | John Stockton          | Asistencias–Robos (1989, 1992)      |
| 1      | Kareem Abdul-Jabbar    | Rebotes–Tapones (1976)              |
| 1      | Nate Archibald         | Anotación–Asistencias (1973)        |
| 1      | Don Buse               | Asistencias–Robos (1977)            |
| 1      | Neil Johnston          | Anotación–Rebotes (1955)            |
| 1      | Hakeem Olajuwon        | Rebotes–Tapones (1990)              |
| 1      | Bob Pettit             | Anotación–Rebotes (1956)            |
| 1      | Micheal Ray Richardson | Asistencias–Robos (1980)            |
| 1      | Ben Wallace            | Rebotes–Tapones (2002)              |
| 1      | Bill Walton            | Rebotes–Tapones (1977)              |
| 1      | Slick Watts            | Asistencias–Robos (1976)            |
| 1      | Stephen Curry          | Anotación–Robos (2016)              |